# La Famille du torero gitan
La Famille du torero gitan  est une huile sur toile d’Ignacio Zuloaga représentant deux célèbres toreros et leur famille : Joselito (José Gómez Ortega, également appelé Gallito), et son frère El Gallo (Rafael Gómez Ortega). L'œuvre a été réalisée à Séville entre 1902 et 1903, puis exposée à Paris en 1904, à Rome, Londres, Anvers et Rotterdam. 
La toile est conservée à l'Hispanic Society de New York. Elle porte également le titre de Gallito et sa famille,  (en espagnol : Gallito y su familia.)

## Présentation
Zuloaga est un portraitiste de matadors ainsi qu'un peintre de tauromachie dont il était un profond connaisseur. Inscrit à l'école taurine de Séville, il avait participé en 1897 à une novillada dont le cartel a été conservé .
Après son mariage à Paris, Zuolaga retourne à Séville entre 1902 et 1903, pour ensuite s'installer de nouveau à Paris en 1906, dans un atelier au 56 rue Caulaincourt. Mais son lieu de résidence n'entame pas son goût pour la tauromachie. Il fait de fréquents séjours dans son pays et jusqu'à sa mort, il produit un grand nombre de toiles sur le sujet de la corrida, notamment les Petits toreros de village et surtout Corrida à Eibar, toile actuellement conservée au Musée de la ville de La Havane à Cuba.

## Description
Ce portrait de groupe familial est composé d'une femme âgée assise dans un fauteuil. Il s'agit de la veuve de Fernando Gómez Garcia, torero célèbre à l'époque de Lagartijo et de Frascuelo. Elle est elle-même une ancienne danseuse de flamenco : doña Gabriela Ortega. À ses côtés, un torero tient sur ses genoux Joselito (José Gómez Ortega), il s'agit du frère aîné de l'enfant : El Gallo (Rafael Gómez Ortega) . Le catalogue de la Hispanic Societé décrit cette œuvre comme « a superb exemplary of the synthetic and rythmic art of the spaniard (…). »